# Средняя Гора
Средняя Гора — деревня в Приморском районе Архангельской области. Входит в состав Лисестровского сельского поселения (муниципальное образование «Лисестровское»).

## Географическое положение
Деревня расположена на левом берегу реки Лесная и соседствует с другим населённым пунктом Лисестровского сельского поселения, деревней Первая Гора. С южной стороны деревни пролегают железнодорожные пути, соединяющие городской округ «Город Новодвинск» и станцию Исакогорка городского округа «Город Архангельск».

## Население
Численность населения деревни, по данным Всероссийской переписи населения 2010 года, составляла 9 человек. 
| Население                            | на 1 января 2010 года |
| ------------------------------------ | --------------------- |
| В возрасте до 16 лет                 | 2                     |
| Трудовые ресурсы (из них работающих) | 20 (20)               |
| Пенсионеры                           | 10                    |
| Всего                                | 32                    |
| Прибыло / выбыло (за год)            | 1 / 3                 |
| Родилось / умерло (за год)           | 0 / 3                 |

## Инфраструктура
Жилищный фонд деревни составляет 2,1 тыс. м². Объекты социальной сферы и стационарного торгового обслуживания населения на территории населённого пункта отсутствуют.